# Вулиця Миколи Гулака
Ву́лиця Мико́ли Гулака́ — вулиця в Оболонському районі міста Києва, місцевість Пріорка. Пролягає від Автозаводської вулиці до Бережанської вулиці.

## Історія
Вулиця виникла у 1-й половині XX століття. Мала назву Шевченківський провулок (на честь Тараса Шевченка), з 1955 року — Сталіногірський провулок. 
Сучасна назва на честь українського вченого та громадського діяча Миколи Гулака — з 1961 року.

## Забудова
Забудова переважно промислова. Нині ведеться спорудження комплексу висотних житлових будинків (парний бік вулиці).